# الو (سگ)
الو (سگ) (به انگلیسی: Elo (dog))، نام یکی از نژادهای سگ است که خاستگاه آن به آلمان بازمی‌گردد.